# Danmark har talent
Danmark har talent var en dansk talentkonkurrence, der blev vist på TV 2, og som havde premiere mandag d. 29. december 2014. Programmets deltagere blev bedømt af et dommerpanel på 4 personer, i 2018 bestående af Peter Frödin, Thomas Buttenschøn, Cecilie Lassen og Jarl Friis Mikkelsen. Tidligere har  TopGunn og Nabiha været del af panelet. TV 2 meldte ud d. 27. november 2019, at de havde valgt i trække stikket på “Danmark Har Talent” efter 5 sæsoner.

## Program
Programmet er delt op i 4 faser:
Fire auditions hvor de fire dommere helt selv bedømmer hvem der får lov at komme videre i programmet. Der har de også mulighed for at bruge Den Gyldne Buzzer, der automatisk sender deltageren direkte videre til den næste fase lige meget hvad de andre dommere siger.
I de 4 kvartfinaler (hvor der er 7 deltagere i hver), bliver der valgt (af seerne) en top 4. 3 deltagere får ikke lov at gå videre. Derefter bliver der blandt de 4 bedste uddelt første- & andenplads. Da der kun kan gå 3 deltagere videre, skal dommerne vælge hvilken af 3.- og 4.-pladsen, der skal gå videre. Hvis dommernes stemmer står lige, er det seernes stemmer der bestemmer.
I de to semifinaler (hvor der er 6 deltagere i begge), bliver der (igen) dystet om hvilke 3 der skal gå videre. På præcis samme måde bliver der først udvalgt top 4 af seerne. Derefter skal en vælges fra af dommerne (de kan kun vælge en der kom på 3. eller 4. fra). Ligesom i kvartfinalen, bestemmer seernes stemmer, hvis dommerne når til stemmelighed.
Og til sidst er finalen, hvor der bliver kåret en vinder af "Danmark Har Talent" af seerne.

## Sæson 1: 2014

### Dommere og værter
- Peter Frödin
- TopGunn
- Cecilie Lassen
- Jarl Friis-Mikkelsen

Værter
- Christopher Læssø
- Felix Smith

### Finalen
| Rækkefølge | Artist          | Optræden    | Resultater |
| ---------- | --------------- | ----------- | ---------- |
| 1          | Peter Nørgaard  | Bugtaler    | 7. plads   |
| 2          | Magnus Labbe    | Pole Dancer | 4. plads   |
| 3          | Henning Vad     | Sang        | 5. plads   |
| 4          | Henning Nielsen | Trylleri    | 3. plads   |
| 5          | Thorsen         | Beatboxer   | Vinder     |
| 6          | Anna Grace      | Sang        | 6. plads   |
| 7          | Nini Brothers   | Dans        | 2. plads   |

## Sæson 2:2015 – 2016

### Dommere og værter
Dommer
- Peter Frödin
- Cecilie Lassen
- Nabiha
- Jarl Friis-Mikkelsen

Værter
- Christopher Læssø
- Felix Smith

### Liveshow 1
| Rækkefølge | Artist          | Optræden              | Resultater                           |
| ---------- | --------------- | --------------------- | ------------------------------------ |
| 1          | Jimmy Enoch     | Ethjulet cykelakrobat | Ude                                  |
| 2          | Rainy Day       | Drengeduo             | Top 4 Ude Tabte Dommernes stemmer    |
| 3          | Kompagni Stor   | Dansegruppe           | Top 4 Videre næstflest seer stemmer  |
| 4          | Mads og André   | Tryllekunstnerduo     | Ude                                  |
| 5          | William         | Pianist               | Top 4 Videre flest seer stemmer      |
| 6          | Marcos Bessa    | Sang                  | Top 4 Videre vandt dommernes stemmer |
| 7          | Mads og Matilde | Danseduo              | Ude                                  |

```
Dommerne stemte videre
```

- Nabiha - Marcos Bessa
- Cecilie - Marcos Bessa
- Jarl - Rainy Day
- Peter - Marcos Bessa

### Liveshow 2
| Rækkefølge | Artist              | Optræden  | Resultater                           |
| ---------- | ------------------- | --------- | ------------------------------------ |
| 1          | Tea og Malene       | Danse duo | Ude                                  |
| 2          | Shaker Brothers     | Trommer   | Top 4 Ude Tabte Dommernes stemmer    |
| 3          | Sjov Business       | Gymnastik | Ude                                  |
| 4          | Sonne Sisters       | Sang      | Top 4 Videre Næstflest seerestemmer  |
| 5          | Oliver Flor Jull    | Danser    | Ude                                  |
| 6          | Motus               | Gymnaster | Top 4 Videre Flest seerstemmer       |
| 7          | De originale kopier | Band      | Top 4 Videre vandt dommernes stemmer |

Dommerne stemte videre
- Cecilie - De originale kopier
- Nabiha - Shaker Brothers
- Peter - De originale kopier
- Jarl - De originale kopier

### Liveshow 3
| Rækkefølge | Artist            | Optræden           | Resultater                           |
| ---------- | ----------------- | ------------------ | ------------------------------------ |
| 1          | Gogge             | Sang               | Top 4 Videre næstflest seerstemmer   |
| 2          | Trial Action Team | Cykeltrup          | Top 4 Ude Tabte dommernes stemmer    |
| 3          | Sunday            | Freestyle dans     | Ude                                  |
| 4          | DholUnited        | Trommeduo          | Ude                                  |
| 5          | Yin og Yang       | Danser             | Top 4 Videre Vandt dommernes stemmer |
| 6          | Matias            | Professorterninger | Top 4 Videre Flest seerstemmer       |
| 7          | Tinus             | Drag               | Ude                                  |

Dommerne stemte videre
- Jarl - Yin og Yang
- Peter - Trial Action Team
- Cecilie - Yin og Yang
- Nabiha - Trial Action Team

Yin og Yang og Trial Action Team fik to stemmer hver hvilket betyder at seernes stemme afgjorde hvem der gik videre Yin og Yang fik tredjeflest stemmer fra seerne og gik videre

### Liveshow 4
| Rækkefølge | Artist            | Optræden            | Resultater                           |
| ---------- | ----------------- | ------------------- | ------------------------------------ |
| 1          | Dynamic duo       | Multidans-gymnastik | Top 4 Videre næstflest seerstemmer   |
| 2          | Nanna Hansen      | Harpe               | Ude                                  |
| 3          | EIF Gym Stars     | Dansegruppe         | Top 4 Videre Vandt dommernes stemmer |
| 4          | Christina Nouel   | Sang                | Ude                                  |
| 5          | Louise Wawrzynska | Pole Dancer         | Top 4 Ude Tabte dommernes stemmer    |
| 6          | Cobra             | Rap                 | Ude                                  |
| 7          | Gasbox            | Band                | Top 4 Videre Flest seerstemmer       |

Dommerne stemte videre
- Peter - EIF Gym Stars
- Jarl - Louise Wawrzynska
- Nabiha - EIF Gym Stars
- Cecilie  - EIF Gym Stars

### Semifinale 1
| Rækkefølge | Artist              | Optræden    | Resultater                           |
| ---------- | ------------------- | ----------- | ------------------------------------ |
| 1          | De originale kopier | Band        | Ude                                  |
| 2          | Marcos Bessa        | Sang        | Ude                                  |
| 3          | Kompagni Stor       | Dansegruppe | Top 4 Videre Vandt dommernes stemmer |
| 4          | William             | Pianist     | Top 4 Videre Flest seerstemmer       |
| 5          | Motus               | Gymnaster   | Top 4 Videre næstflest seerstemmer   |
| 6          | Sonne Sisters       | Sang        | Top 4 Ude Tabte dommernes stemmer    |

Dommerne stemte videre
- Peter - Sonne Sisters
- Nabiha - Kompagni Stor
- Cecilie - Kompagni Stor
- Jarl  - Kompagni Stor

### Semifinale 2
| Rækkefølge | Artist        | Optræden            | Resultater                           |
| ---------- | ------------- | ------------------- | ------------------------------------ |
| 1          | Yin og Yang   | Danser              | Top 4 Ude Tabte dommernes stemmer    |
| 2          | Matias        | Professorterninger  | Top 4 Videre næstflest seerstemmer   |
| 3          | Gasbox        | Band                | Ude                                  |
| 4          | EIF Gym Stars | Dansegruppe         | Ude                                  |
| 5          | Gogge         | Sang                | Top 4 Videre Vandt dommernes stemmer |
| 6          | Dynamic Duo   | Multidans-gymnastik | Top 4 Videre Flest seerstemmer       |

Dommerne stemte videre
- Cecilie - Yin og Yang
- Jarl - Gogge
- Nabiha - Yin og Yang
- Peter  - Gogge

Yin og Yang og Gogge fik to stemmer hver hvilket betyder at seernes stemme afgjorde hvem der gik videre Gogge fik tredjeflest stemmer fra seerne og gik videre. 

### Finalen
| Rækkefølge | Artist        | Optræden            | Resultater |
| ---------- | ------------- | ------------------- | ---------- |
| 1          | Dynamic Duo   | Multidans-gymnastik | 2. plads   |
| 2          | Gogge         | Sang                | 5. plads   |
| 3          | Kompagni Stor | Danse Gruppe        | 6. plads   |
| 4          | William       | Pianist             | 3. plads   |
| 5          | Matias        | Professorterninger  | Vinder     |
| 6          | Motus         | Gymnaster           | 4. plads   |

## Sæson 3: 2017

### Semifinale 1
| Rækkefølge | Artist          | Optræden         | Resultater                                |
| ---------- | --------------- | ---------------- | ----------------------------------------- |
| 1          | Team Happy Feet | Lindyhop-dansere | Ude                                       |
| 2          | Rosa og Sofia   | Gymnaster        | Top 3 ude tabte dommernes stemmer         |
| 3          | Aarhus Kemishow | Kemi-duo         | Ude                                       |
| 4          | Nabanita        | Sangerinde       | Ude                                       |
| 5          | Michiel         | Cirkusartist     | Ude                                       |
| 6          | Elias           | Rapper           | Top 3 videre. De vandt dommernes stemmer. |
| 7          | High 5          | Dansegruppe      | Top 3. Videre flest seerstemmer.          |

Dommerne stemte følgende videre:
- Jarl - Elias
- Peter - Rosa & Sofia
- Cecilie - Elias
- Nabiha  - Elias

### Semifinale 2
| Rækkefølge | Artist            | Optræden                  | Resultater                                        |
| ---------- | ----------------- | ------------------------- | ------------------------------------------------- |
| 1          | Equals            | Hiphop danseduo           | Top 3. Ude. De tabte dommernes stemmer.           |
| 2          | Mads Fencker      | Tankelæser                | Top 3. Videre. De fik flest seerstemmer.          |
| 3          | Tuxedo Swing Band | Musikband                 | Ude                                               |
| 4          | Rica og Tudi      | Entertainere              | Top 3. De gik videre. De vandt dommernes stemmer. |
| 5          | Claudia           | Sangerinde                | Ude                                               |
| 6          | Eva og Michaela   | Bellydance Fusion-dansere | Ude                                               |
| 7          | Larzen            | Rapper                    | Ude                                               |

Dommerne stemte følgende videre:
- Nabiha - Rica og Tudi
- Jarl - Rica og Tudi
- Cecilie - Equals
- Peter  - Rica og Tudi

### Semifinale 3
| Rækkefølge | Artist           | Optræden        | Resultater                                           |
| ---------- | ---------------- | --------------- | ---------------------------------------------------- |
| 1          | True Tricks      | Tricking-gruppe | Top 3. De gik videre. De vandt dommernes stemmer.    |
| 2          | Jackie Pajo      | Sanger          | Ude                                                  |
| 3          | Rookie           | Hula-hop-artist | Top 3. De gik videre. De fik flest seerstemmer.      |
| 4          | Voices in Modern | Mandekor        | Ude                                                  |
| 5          | Valdemar         | Pianist         | Top 3. De blev stemt ud. De tabte dommernes stemmer. |
| 6          | Nick             | Danser          | Ude                                                  |
| 7          | Swagger          | Rapgruppe       | Ude                                                  |

Dommerne stemte følgende videre:
- Jarl - Valdemar
- Peter - True Tricks
- Cecilie - True Tricks
- Nabiha  - Valdemar

True Tricks og Valdemar fik to stemmer hver, hvilket betyder at seernes stemme afgjorde hvem der gik videre til finalen. True Tricks fik næstflest stemmer fra seerne og gik videre til finalen. 

### Semifinale 4
| Rækkefølge | Artist                | Optræden          | Resultater                           |
| ---------- | --------------------- | ----------------- | ------------------------------------ |
| 1          | Hot Shot              | Dansere           | Ude                                  |
| 2          | Tobias TKB            | Sanger            | Ude                                  |
| 3          | Simon Arnø            | Tryllekunstner    | top 3 ude tabte dommernes stemmer    |
| 4          | Grete                 | Revysangerinde    | Ude                                  |
| 5          | Rasta Mizizi Acrobats | Akrobater         | Top 3 videre flest seerstemmer       |
| 6          | MY                    | Danseduo          | top 3 videre vandt dommernes stemmer |
| 7          | Sara Krone            | Musicalsangerinde | Ude                                  |

Dommerne stemte følgende videre:
- Nabiha - Simon Arnø
- Cecilie - MY
- Peter - MY
- Jarl  - MY

### Semifinale 5
| Rækkefølge | Artist                | Optræden        | Resultater                           |
| ---------- | --------------------- | --------------- | ------------------------------------ |
| 1          | Johanne Astrid        | Trommeslager    | Top 3 videre flest seerstemmer       |
| 2          | Villain State of Mind | Breakdancerer   | Top 3 videre vandt dommernes stemmer |
| 3          | Novanoid              | Lyskunstnere    | Ude                                  |
| 4          | HotBeautyStuff        | Dansere         | top 3 ude tabte dommernes stemmer    |
| 5          | Ditte Bissenbacker    | Sangerinde      | Ude                                  |
| 6          | Bimserne              | Kor-sangere     | Ude                                  |
| 7          | Foxy Ladies           | Can-can-dansere | Ude                                  |

Dommerne stemte følgende videre
- Nabiha - Villain State of Mind
- Jarl - Villain State of Mind
- Peter - Villain State of Mind
- Cecilie - behøvede ikke at stemme, fordi Villain State of Mind fik 3 stemmer fra de andre dommer og dermed gik videre til finalen.

### Finalen
| Rækkefølge | Artist                | Optræden        | Resultater  |
| ---------- | --------------------- | --------------- | ----------- |
| 1          | Rasta Mizizi Acrobats | Akrobater       | 3. plads    |
| 2          | Elias                 | Rapper          | 6-10. plads |
| 3          | Villain State of Mind | Breakdancere    | 4. plads    |
| 4          | Rica og Tudi          | Entertainere    | 6-10. plads |
| 5          | Rookie                | Hula-hop-artist | 5. plads    |
| 6          | High 5                | Dansegruppe     | 6-10. plads |
| 7          | Johanne Astrid        | Trommeslager    | Vinder      |
| 8          | MY                    | Danseduo        | 6-10. plads |
| 9          | Mads Fencker          | Tankelæser      | 2. plads    |
| 10         | True Tricks           | Tricking-gruppe | 6-10. plads |

## Sæson 4: 2018

### Dommere
- Peter Frödin
- Cecilie Lassen
- Sus Wilkins (To afsnit)
- Jarl Friis Mikkelsen
- Thomas Buttenschøn

### Semifinale 1
| Rækkefølge | Artist         | Optræden    | Resultater                                       |
| ---------- | -------------- | ----------- | ------------------------------------------------ |
| 1          | HabenGoods     | Band        | Top 3. Ude. De tabte dommernes stemmer.          |
| 2          | Emil Stenlund  | Danser      | Top 3. Han gik videre og fik flest seerstemmer.  |
| 3          | Cirkus Mascot  | Cirkus      | Ude                                              |
| 4          | Laura Lehaff   | Sangerinde  | Ude                                              |
| 5          | Skumfiduza     | Dansegruppe | Ude                                              |
| 6          | Eve            | Pigekor     | Top 3. De gik videre og vandt dommernes stemmer. |
| 7          | Daniel Thomsen | Magiker     | Ude                                              |

Dommerne stemte følgende videre:
- Thomas - Eve
- Jarl - Eve
- Peter - HabenGoods
- Cecilie - Eve

### Semifinale 2
| Rækkefølge | Artist             | Optræden          | Resultater                                          |
| ---------- | ------------------ | ----------------- | --------------------------------------------------- |
| 1          | Spahi Dance Studio | Danse Gruppe      | Top 3. De blev sendt ud og tabte dommernes stemmer. |
| 2          | Mad Skills         | Boldtricks        | Ude                                                 |
| 3          | DHG Acro Talent    | Akrobatikgruppe   | Top 3. De gik videre og fik flest seerstemmer.      |
| 4          | Cecilia Gosilla    | Sabelsluger       | Ude                                                 |
| 5          | Noa                | Instrumentspiller | Top 3. Han gik videre og vandt dommernes stemmer.   |
| 6          | Beg To Differ      | Danse duo         | Ude                                                 |
| 7          | Sheima             | Sangerinde        | Ude                                                 |

Dommerne stemte følgende videre:
- Jarl - Noa
- Peter - Noa
- Cecilie - Noa
- Thomas - behøvede ikke at stemme, fordi Noa fik 3 stemmer fra de andre dommer og dermed gik videre til finalen, men han ville stemme på Spahi Dance Studio.

### semifinale 3
| Rækkefølge | Artist        | Optræden                    | Resultater                                           |
| ---------- | ------------- | --------------------------- | ---------------------------------------------------- |
| 1          | Ildrengene    | Ild Dans Duo                | Top 3. De gik videre, og fik flest seerstemmer.      |
| 2          | Team Vici     | Akrobatik Swing Gruppe      | Top 3. De blev stemt ud, og tabte dommernes stemmer. |
| 3          | Hasnui        | Guitarist                   | Ude                                                  |
| 4          | Harley Queen  | Sygende Drag Queen          | Ude                                                  |
| 5          | Mini Swaggers | Dansegruppe                 | Ude                                                  |
| 6          | Wickmann      | Instrumentspiller og sanger | Ude                                                  |
| 7          | Familia Loca  | Danse Duo                   | Top 3. De gik videre, og vandt dommernes stemmer.    |

Dommerne stemte følgende videre:
- Peter - Familia Loca
- Cecilie - Familia Loca
- Thomas - Team Vici
- Jarl - Familia Loca

### Semifinale 4
| Rækkefølge | Artist                  | Optræden             | Resultater                                             |
| ---------- | ----------------------- | -------------------- | ------------------------------------------------------ |
| 1          | DJ Credit               | DJ                   | Ude                                                    |
| 2          | Emilija                 | Danser               | Top 3. Hun gik videre, og vandt dommernes stemmer.     |
| 3          | Daniel Rosenfeldt       | Guitarist            | Top 3. Han blev stemt ud, og tabte dommernes stemmer.  |
| 4          | Champions League Family | Hip Hop Danse Gruppe | Top 3. De blev sendt videre, og fik flest seerstemmer. |
| 5          | John og Charlie         | Bugtaler             | Ude                                                    |
| 6          | Benjamin Barfod         | Instrumentspiller    | Ude                                                    |
| 7          | Rikke Flaer             | Sanger               | Ude                                                    |

Dommerne stemte følgende videre:
- Cecilie - Emilija
- Thomas - Emilija
- Peter - Daniel Rosenfeldt
- Jarl - Emilija

### Semifinale 5
| Rækkefølge | Artist                | Optræden            | Resultater                                           |
| ---------- | --------------------- | ------------------- | ---------------------------------------------------- |
| 1          | Carla og Carl Vilhelm | Moderne Dans Duo    | Top 3. De blev stemt ud, og tabte dommernes stemmer. |
| 2          | SONO                  | Capellakor          | Ude                                                  |
| 3          | Krom Kendama          | Kendama Tricks      | Ude                                                  |
| 4          | Caroline Manon        | Sangerinde          | Ude                                                  |
| 5          | Moonlight Brothers    | Brødere og danseduo | Top 3. De gik videre og vandt dommernes stemmer.     |
| 6          | Yukka                 | Rapper              | Ude                                                  |
| 7          | Anastasia Skukhtorova | Poledanser          | Top 3. Hun gik videre og fik flest seerstemmer.      |

Dommerne stemte  følgende videre:
- Thomas - Moonlight Brothers
- Jarl - Moonlight Brothers
- Peter - Carla og Carl Vilhelm
- Cecilie - Carla og Carl Vilhelm

Carla og Carl Vilhelm samt Moonlight Brothers fik to stemmer hver, hvilket betyder at seernes stemme afgjorde hvem der gik videre til finalen. Moonlight Brothers fik næstflest stemmer fra seerne og gik videre til finalen.

### Finalen
| Rækkefølge | Artist                  | Optræden            | Resultater  |
| ---------- | ----------------------- | ------------------- | ----------- |
| 1          | Champions League Family | Hip Hop dansegruppe | 3. plads    |
| 2          | Noa                     | Instrumentspiller   | 5. plads    |
| 3          | Emil Stenlund           | Danser              | 4. plads    |
| 4          | Eve                     | Pigekor             | 6-10. plads |
| 5          | Emilija                 | Danser              | 6-10. plads |
| 6          | DHG Acro Talent         | Akrobatikgruppe     | 6-10. plads |
| 7          | Moonlight Brothers      | Brødere og danseduo | Vinder      |
| 8          | Ildrengene              | Ilddansduo          | 6-10. plads |
| 9          | Familia Loca            | Danseduo            | 6-10. plads |
| 10         | Anastasia Skukhtorova   | Poledanser          | 2. plads    |

## Sæson 5: 2019

### Dommere
- Peter Frödin
- Sus Wilkins
- Simon Jul
- Signe Lindkvist

### Værter
- Rasmus Brohave
- Cecilie Haugaard

### Semifinale 1
| Rækkefølge | Artist           | Optræden        | Resultater                                                      |
| ---------- | ---------------- | --------------- | --------------------------------------------------------------- |
| 1          | Global Kidz      | Dansere         | Ude                                                             |
| 2          | Jes Busk         | Komiker         | Top 3 ude han tabte dommerstemmer                               |
| 3          | Malthe & Ibrahim | Dansere         | Top 3 de fik flest stemmer fra seerne og gik videre til finalen |
| 4          | August Finkas    | Klarinetspiller | Ude                                                             |
| 5          | Anne-Katrine     | Akrobat         | Ude                                                             |
| 6          | Mia              | Sangerinde      | Ude                                                             |
| 7          | Miss Privileze   | Drag Queen      | Top 3 han vandt dommernes stemmer og gik videre                 |

Dommerne stemte  følgende videre:
- Sus - Miss Privileze
- Simon - Miss Privileze
- Signe - Miss Privileze
- Peter - Behøvede ikke at stemme efter som Miss Privileze fik 3 stemmer fra de andre dommer

### Semifinale 2
| Rækkefølge | Artist             | Optræden         | Resultater                                                       |
| ---------- | ------------------ | ---------------- | ---------------------------------------------------------------- |
| 1          | Villads & Valdemar | Violinspillere   | Top 3 de tabte dommernes stemmer og gik ikke videre til finalen  |
| 2          | Johnny             | Akrobat          | Top 3 han fik flest stemmer fra seerne og gik videre til finalen |
| 3          | Morten Deurell     | Tryllekunstner   | Ude                                                              |
| 4          | Kompagni 8         | Dansere          | Ude                                                              |
| 5          | Kerem              | Sanger           | Ude                                                              |
| 6          | Ray & Ellen        | Dansere          | Ude                                                              |
| 7          | Alex Porsing       | Motorcross kører | Top 3 Han vandt dommernes stemmer og gik videre til finalen      |

Dommerne stemte  følgende videre:
- Signe - Alex Porsing
- Peter - Villads & Valdemar
- Sus - Villads & Valdemar
- Simon - Alex Porsing

Villads & Valdemar samt Alex Porsing fik to stemmer hver, hvilket betyder at seernes stemme afgjorde hvem der gik videre til finalen. Alex Porsing fik næstflest stemmer fra seerne og gik videre til finalen.